# Jaký otec, takový klaun
Jaký otec, takový klaun (v anglickém originále Like Father, Like Clown) je 6. díl 3. řady (celkem 41.) amerického animovaného seriálu Simpsonovi. Scénář napsali Jay Kogen a Wallace Wolodarsky a díl režírovali Jeffrey Lynch a Brad Bird. V USA měl premiéru dne 24. října 1991 na stanici Fox Broadcasting Company a v Česku byl poprvé vysílán 18. února 1994 na stanici ČT1.

## Děj
Krusty souhlasí, že se Simpsonovými povečeří, aby se Bartovi odvděčil za to, že mu dříve (v dílu Je Šáša vinen?) pomohl zprostit viny za ozbrojenou loupež. Když večeři Krusty opakovaně ruší, rozrušený Bart mu napíše dopis, že už není jeho fanouškem. Krustyho sekretářka je dopisem tak dojata, že mu pohrozí výpovědí, pokud Krusty nedodrží slib daný Bartovi, a tak se Krusty neochotně zúčastní. Když je Krusty požádán, aby se pomodlil, odříká hebrejské požehnání. Jakmile si Líza uvědomí, že Krusty je Žid, mluví o jeho původu, což ho rozpláče. 
Krusty prozradí, že se ve skutečnosti jmenuje Herschel Krustofsky, a popíše svou výchovu na Lower East Side ve Springfieldu. Jeho otec, Hyman Krustofsky, byl rabín, který byl silně proti tomu, aby se jeho syn stal komikem; chtěl, aby chlapec šel raději do ješivy. Ve škole Krusty za otcovými zády rozesmával ostatní studenty a stal se komikem. Jednou večer Krusty vystoupil na sjezdu rabínů. Jeden rabín ho polil limonádou a smyl mu klaunský make-up. Rozzuřený Hyman, jenž byl v publiku, Krustyho poznal a okamžitě ho vyhodil do vyhnanství. 25 let se neviděli ani spolu nemluvili. 
Když Krusty vidí Itchyho a Scratchyho, jak si hrají s otci, zhroutí se a rozpláče se v přímém přenosu. Bart a Líza se rozhodnou pomoci znovu sblížit otce a syna, ale Hyman odmítá přijmout Krustyho volbu kariéry, protože se domnívá, že Krusty opustil svou víru a rodinu. Aby ho přelstila, najde Líza judaistické učení, které nabádá k odpuštění, ale Hyman Líziny argumenty vyvrací a odmítá se s Krustym usmířit. V poslední snaze ho Bart přesvědčí, aby se vzdal své tvrdohlavosti, a cituje Sammyho Davise mladšího – židovského baviče, stejně jako Krustyho – a vášnivě apeluje na boje, které židovský národ překonal. Bartův projev nakonec Hymana přesvědčí, že baviči mají v židovské kultuře své místo. 
Krusty se cítí zachmuřeně, když zahajuje přímý přenos svého pořadu, a pak vyzve Itchyho a Scratchyho, aby se rozjeli. Bart a Líza přijdou do zákulisí s rabínem Krustofskym, a když si Krusty zapálí cigaretu, nějaký hlas mu řekne, že je to špatný zvyk, a když se Krusty zeptá, kdo to je, objeví se jeho otec. Poté se obejmou a radostně usmíří před diváky. Hyman přijme od Barta koláč se smetanou a hodí ho synovi do obličeje.

## Produkce
Díl napsala dvojice Jay Kogen – Wallace Wolodarsky. Krustyho náboženství nebylo součástí původního konceptu postavy, a tak se Kogen a Wolodarsky rozhodli parodovat film Jazzový zpěvák a ukázat, že Krusty je Žid. Tento nápad předložili spoluproducentovi Samu Simonovi, který ho odmítl, ale schválil ho James L. Brooks. V této epizodě bylo ustanoveno Krustyho příjmení Krustofsky, jak ho předložil Al Jean. Část epizody, v níž postavy citují Bibli na podporu klaunství nebo proti němu, byla pečlivě prozkoumána. Mezi citované pasáže z Bible patří Exodus 20:12 a Jozue 1:8. Citáty z Talmudu byly také prozkoumány a dva rabíni, Lavi Meier a Harold M. Schulweis, byli uvedeni jako „zvláštní techničtí konzultanti“. Schulweis byl požádán, aby se podíval na návrh scénáře. Nebyl sice jeho fanouškem, ale cítil, že „je hluboký“, a přidal několik oprav. Později se vyjádřil takto: „Myslel jsem si, že to má židovskou odezvu. Zapůsobila na mě základní morální vážnost.“.
Na režii epizody se podíleli Jeffrey Lynch a Brad Bird. Byl to Lynchův první režisérský počin, takže Bird dostal za úkol mu pomoci a „uvést ho rychle do světa režie“. Krusty je jednou z Birdových oblíbených postav a vždy se snaží v každé epizodě Krustyho animovat.
Rabína Krustofského namluvil Jackie Mason, který byl kdysi vysvěceným rabínem, ale rezignoval na dráhu komika. Mason nahrával své repliky v New Yorku a Dan Castellaneta, hlas Krustyho, tam jel nahrávat s ním. Ve scénáři se Bart a Líza snaží přimět rabína Krustofského k setkání s Krustym tím, že mu domluví schůzku na obědě se Saulem Bellowem, „židovským spisovatelem, nositelem Nobelovy ceny“. Původně to měl být Isaac Bashevis Singer, ale scenáristé to změnili, protože Singer zemřel. Masonovy repliky tak musely být znovu nahrány. Rabín Krustofsky se stal zřídka se opakující postavou a jeho občasné mluvené části namluvil Castellaneta.
Epizoda je poctou filmu Jazzový zpěvák o synovi s přísnou náboženskou výchovou, který se vzepře svému otci a stane se bavičem. Krusty je považován za částečně založeného na židovském komikovi Jerrym Lewisovi, který hrál ve verzi filmu z roku 1959. Na film Jazzový zpěvák je odkazováno, když rabín Krustofsky prohlásí: „Ach, kdybys byl hudebník nebo jazzový zpěvák, to bych ti odpustil!“. Líza Homerovi řekne, že existuje mnoho židovských bavičů, včetně Lauren Bacallové, Dinah Shoreové, Williama Shatnera a Mela Brookse. V Krustyho retrospektivě jde se svým otcem po ulici v parodii na scénu z filmu Kmotr II. V domě Simpsonových hraje Krusty Koncert pro Bangladéš. V Krustyho ateliéru jsou jeho fotky s Alfredem Hitchcockem a The Beatles, na konci epizody Krusty a jeho otec zpívají píseň „O Mein Papa“ z roku 1952, kterou původně nazpíval Eddie Fisher. Bart cituje pasáž z autobiografie Sammyho Davise mladšího z roku 1965 Yes, I Can.

## Přijetí
V původním vysílání skončil díl v týdnu od 21. do 27. října 1991 na 34. místě ve sledovanosti s ratingem 12,7 podle agentury Nielsen. Byl to nejlépe hodnocený pořad na stanici Fox v tomto týdnu. Mason získal v roce 1992 cenu Primetime Emmy za vynikající hlasový výkon za roli Hymana Krustofského a byl jedním ze šesti dabérů ze seriálu Simpsonovi, kteří tuto cenu získali hned v prvním roce.
Mason je jednou ze tří hostujících hvězd seriálu Simpsonovi, které tuto cenu získaly; Marcia Wallaceová ji získala v roce 1992 za namluvení Edny Krabappelové a Kelsey Grammer v roce 2006 za nadabování Leváka Boba. V roce 1998 díl časopis TV Guide zařadil na seznam dvanácti nejlepších epizod seriálu Simpsonovi. Autoři knihy I Can't Believe It's a Bigger and Better Updated Unofficial Simpsons Guide, Warren Martyn a Adrian Wood, označili díl za „velkolepou podívanou, kde Jackie Mason úžasně přehrává v roli Krustyho dávno ztraceného táty a Lois Pennycandy dává Krustymu pořádně zapravdu ohledně Barta“.
Alan Sepinwall a Matt Zoller Seitz z deníku The Star-Ledger zařadili díl mezi deset epizod Simpsonových, které ukazují „komický a emocionální rozsah seriálu“. Napsali: „Většina epizod s Šášou Krustym si potrpí na camea celebrit a zároveň rozehrává misantropickou chamtivost postavy. V této epizodě dostal srdce, protože Bart a Líza se ho snaží dát dohromady s jeho odcizeným otcem rabínem (hlas Jackieho Masona), který svému synovi nikdy neodpustil, že se dal na dráhu showbyznysu.“. Colin Jacobson z DVD Movie Guide napsal, že epizoda „dokáže být milá a srdečná, aniž by se stala sentimentální. Je to spíše okouzlující podívaná než smích, ale svůj účel plní.“
Ve svých pamětech Springfield Confidential z roku 2018 označil showrunner 3. řady Simpsonových Mike Reiss tuto epizodu za jednu ze čtyř, které přinesly nové poznatky, vedle dílů Smutná Líza, Homer na pálce a Zvlášť strašidelní Simpsonovi. Reiss poznamenal, že epizoda vytvořila pro seriál několik nových precedentů: soustředila se na vedlejší postavu, věnovala se nekřesťanskému náboženství a na psaní náboženské debaty mezi rabínem a Bartem se podíleli odborní konzultanti.